# 프로젝트 1234형 소형 미사일함
프로젝트 1234형 소형 미사일함(러시아어: Малые ракетные корабли проекта 1234)은 소련의 미사일 코르벳함이다. 프로젝트의 코드명은 오보드(О́вод, 등에)이며 나토 코드는 나누츠카급 코르벳(Nanuchka class corvette)이다.

## 무장

### 대함 미사일
대함 무장으로 P-120 말라히트 대함미사일 체계(나토 코드 : SS-N-9 사이렌)를 장비한다. 함교의 양현에 KT-120 3연장 발사기 2문을 장비하며 4K85 미사일은 티타닛 혹은 모노릿 표적획득레이다(나토 코드 : 밴드 스탠드)의 도움으로 발사된다. 미사일의 무게는 5400kg, 길이는 8.84m이며 500kg의 통상 탄두 및 200kt의 핵 탄두를 장착할 수 있고, 속도는 마하 0.9, 사거리는 120km에 이른다.

### 대공 미사일
개함방공 미사일로 오사-M 체계(나토 코드 : SA-N-4 게코)를 장비한다. 이 미사일체계는 Zif-122 2연장 발사기와 4R33 사격통제레이다(나토 코드 : 팝 그룹), 20발의 9M33 미사일로 구성되었으며 사정거리는 15km이다. 프로젝트 1234.1형에는 개량된 오사-MA형이 탑재되었다.

### 함포
프로젝트 1234형과 1234E형의 경우는 MR-103 바르스 레이다(나토 코드 : 머프 콥)에 의해 통제되는 57mm 2연장 AK-726 함포 1문을 함미에 배치하고 있으며 포탄 1100발을 장비한다. 프로젝트 1234.1형은 MR-123 빔펠 레이다(나토 코드 : 배스 틸트)로 통제되는 76mm AK-176 단장포 한문을 가지고 있으며 포탄 316발을 수납한다.

## 개량형
- 프로젝트 1234 / 나누츠카 I
- 프로젝트 1234.1/ 나누츠카 III

- 프로젝트 1234.7/ 나누츠카 IV

P-800 야혼트 초음속 대함 미사일의 시험함으로 야혼트 6연장 발사기 2문을 장비한다. 나카트함 한 척만이 건조되었다.
- 프로젝트 1234E/ 나누츠카 III

수출형으로 무장이 P-20 4발로 변경되었다.
- 프로젝트 1234EM

프로젝트 1234E형의 개량형으로 무장이 Kh-35 우란 16발로 변경되었고, 고리존트-25 항법레이다, 포지티프-ME-1 다기능 레이다로 전자장비가 개량되었으며, AK-630M CIWS 1문이 추가 되었다.